# Canton de Betting
Pour les articles homonymes, voir Betting (homonymie).
Le canton de Betting est une ancienne division administrative française du département de la Moselle, ayant existé de 1793 à 1801.

## Histoire
En 1793 les communes du Bas-Office de Schambourg furent incorporées au département de la Moselle. Elles formèrent dans le district de Sarrelouis le canton de Betting et celui de Tholey, auquel fut réunie une enclave française.
Betting, chef-lieu de ce canton, fut cédé à la Prusse en 1814.

## Composition
D'après l'organisation de l'an III : Ashbach, Aussen, Betting et Goldbach, Derstroff, Eppelbronn et Camersweiler, Pubach, Mackerbach et Habach, Exweiler et Schellenbach, Gresaubach, Limbach, Steinbach, Scheuren, Neypel, Lincheid et Niderhofen.